# Brigadas Femeninas de Santa Juana de Arco
En el desarrollo de la lucha cristera un factor de gran ayuda fue la formación de las brigadas Femeninas Santa Juana de Arco. 
La primera brigada se formó en 21 de junio de 1927 en Zapopan, Jal, la encabezó la Sra Uribe que firmaba con el seudónimo de Sra G.Richaud. Al principio compuesta por 17 mujeres pero pocos días después contaba con más de 135 miembros. 
Su labor consistía en conseguir dinero, comida, parque, información, refugio, cura y protección a los combatientes. Su consigna era el voto de silencio, esto permitió un trabajo más efectivo. Las mujeres inicialmente se reclutaron de los colegios católicos y con el tiempo se incorporaron mujeres campesinas y de todos los estratos sociales. 
Otra jefa de grupo fue Catalina de la Peña. Para marzo de 1928 las brigadistas eran aproximadamente 10 000 militantes. Fingiendo días de campo o paseos salían con los pertrechos y discretamente los distribuían en lugares secretos previamente pactados
Las Brigadas Femeninas de Santa Juana de Arco transportaban municiones en corsés o en carros cubiertos con maíz, jabón, huevo o cemento hasta las zonas de combate, donde posteriormente a lomo de mula los hacían llegar a los cristeros.Las brigadas llegaron a contar con 56 agrupaciones que daban un total de 25 000 militantes. La efectividad de sus acciones y el voto de silencio, permitieron que el gobierno no tuviera conocimiento de sus maniobras sino hasta marzo de 1929, fecha en que se iniciaron las redadas para detenerlas en Guadalajara y la Ciudad de México, pero no lograron debilitarlas y continuaron hasta terminar el movimiento.